# Atzeneta del Maestrat

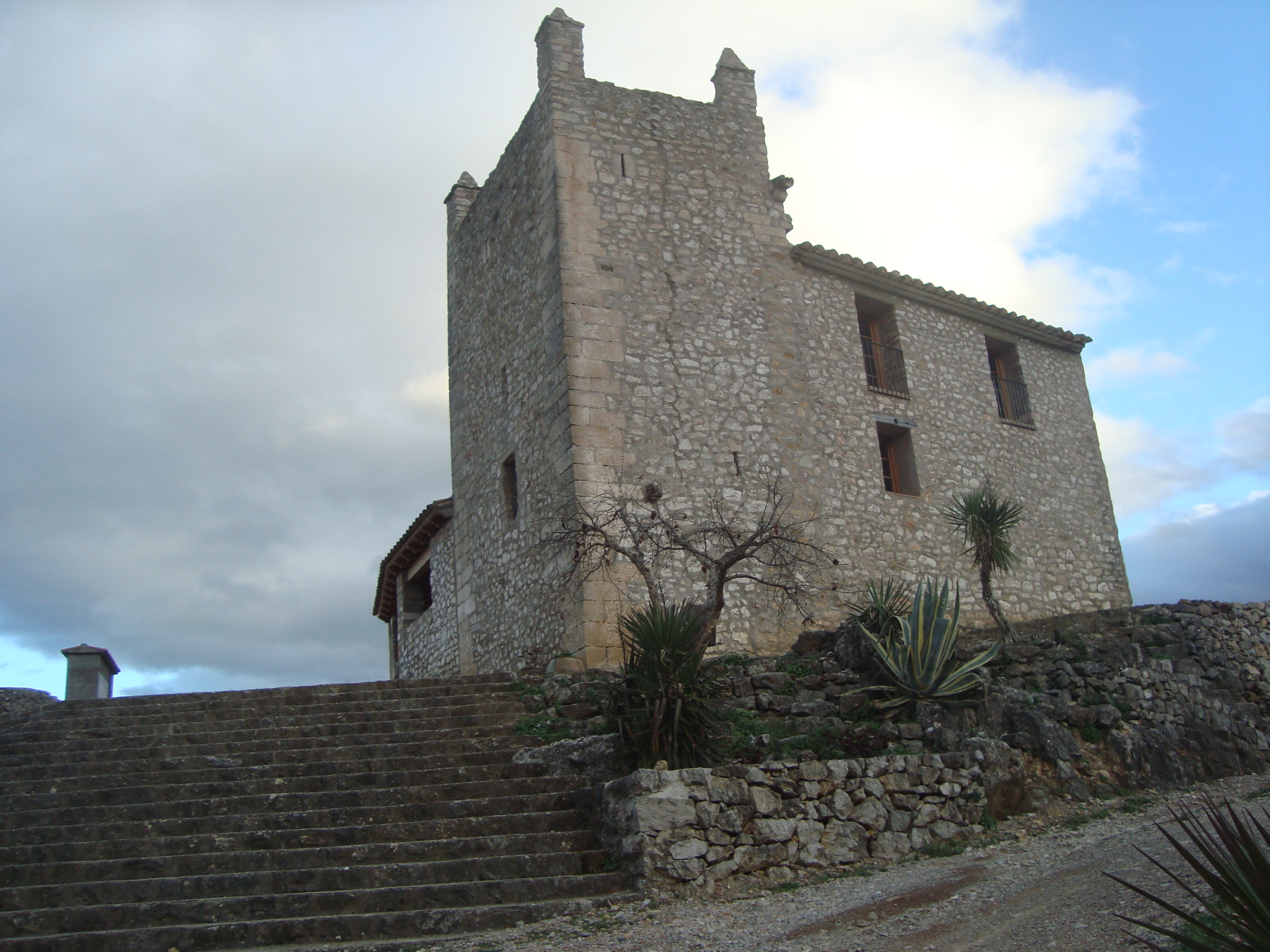
Castell d'Atzeneta del Maestrat

Atzeneta del Maestrat (in idioma valenciano) o Adzaneta (in spagnolo) è un comune spagnolo di 1 395 abitanti situato nella comunità autonoma Valenciana.

## Altri progetti

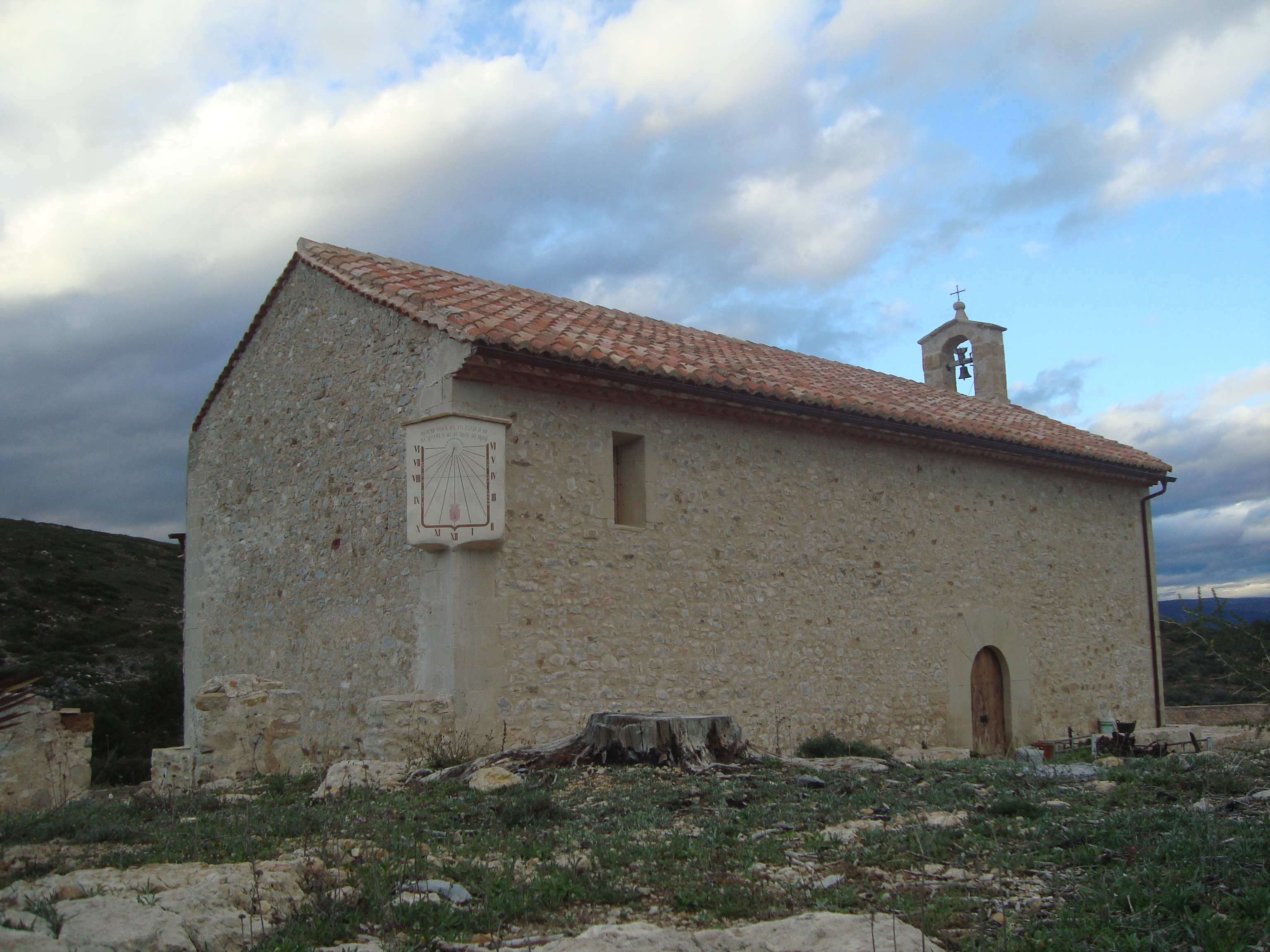
Ermita del Castell d'Atzeneta del Maestrat (Castellón)

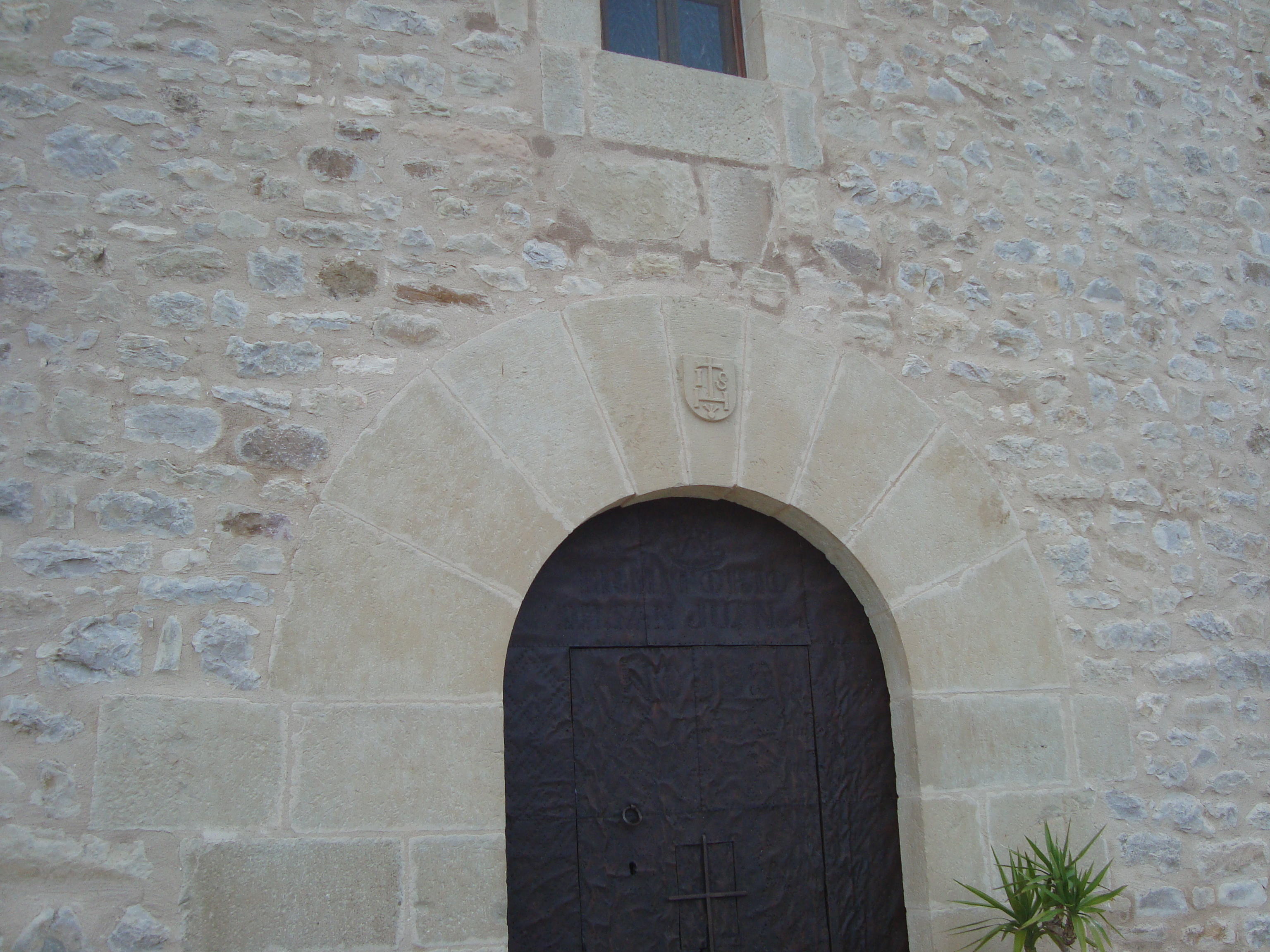
Ermita de Sant Joan del Castell (Atzeneta del Maestrat)